# James Henry Mapleson
James Henry Mapleson (4 maggio 1830 – 14 novembre 1901) è stato un impresario teatrale britannico.
Fu uno dei protagonisti determinanti per lo sviluppo della produzione lirica, e delle carriere dei cantanti, a Londra e New York nella seconda metà del XIX secolo. Suo figlio sposò il soprano francese Marie Roze (1846–1926), che era alle seconde nozze. 
Suo nipote Lionel Mapleson è l'autore dei Cilindri Mapleson, una serie importantissima di incisioni su cilindro fonografico dei più grandi artisti lirici dell'epoca.